# (293383) Maigret
Pour les articles homonymes, voir Maigret (homonymie).
(293383) Maigret est un astéroïde de la ceinture principale.

## Description
(293383) Maigret est un astéroïde de la ceinture principale. Il fut découvert le 11 mars 2007 à l'observatoire de Saint-Sulpice par Bernard Christophe. Il présente une orbite caractérisée par un demi-grand axe de 3,10 UA, une excentricité de 0,07 et une inclinaison de 7,7° par rapport à l'écliptique.

## Nom
L'astéroïde est nommé d'après le commissaire Jules Maigret, personnage créé par l'écrivain Georges Simenon en 1931.